# USS Mills (DE-383)
USS Mills (DE-383/DER-383) là một tàu hộ tống khu trục lớp Edsall từng phục vụ cùng Hải quân Hoa Kỳ trong Chiến tranh Thế giới thứ hai. Nó là chiếc tàu chiến duy nhất của Hải quân Hoa Kỳ được đặt cái tên này, theo tên Thiếu úy Hải quân Lloyd Jones Mills (1917-1942), phi công phục vụ tại khu vực quần đảo Aleut, từng được trao tặng Huân chương Chữ thập Bay Dũng cảm và đã thiệt mạng trong một tai nạn rơi máy bay vào ngày 30 tháng 7, 1942. Nó đã phục vụ cho đến khi chiến tranh kết thúc, xuất biên chế năm 1946; rồi được xếp lại lớp như một tàu hộ tống khu trục cột mốc radar DER-383 để tiếp tục phục vụ từ năm 1957 đến năm 1970. Con tàu cuối cùng bị bán để tháo dỡ vào năm 1975. Mills được tặng thưởng một Ngôi sao Chiến trận do thành tích phục vụ trong Thế Chiến II.

## Thiết kế và chế tạo
Lớp Edsall có thiết kế hầu như tương tự với lớp Cannon dẫn trước; khác biệt chủ yếu là ở hệ thống động lực Kiểu FMR do được trang bị động cơ diesel Fairbanks-Morse dẫn động qua hộp số giảm tốc đến trục chân vịt. Đây là cấu hình động cơ được áp dụng rộng rãi trên tàu ngầm, được chứng tỏ là có độ tin cậy cao hơn so với lớp Cannon.
Vũ khí trang bị bao gồm ba pháo 3 in (76 mm)/50 cal trên tháp pháo nòng đơn có thể đối hạm hoặc phòng không, một khẩu đội pháo phòng không Bofors 40 mm nòng đôi và tám pháo phòng không Oerlikon 20 mm. Vũ khí chống ngầm bao gồm một dàn súng cối chống tàu ngầm Hedgehog Mk. 10 (có 24 nòng và mang theo 144 quả đạn); hai đường ray Mk. 9 và tám máy phóng K3 Mk. 6 để thả mìn sâu. Con tàu vẫn giữ lại ba ống phóng ngư lôi Mark 15 21 inch (533 mm), và được trang bị radar SC dò tìm không trung và mặt biển. Thủy thủ đoàn đầy đủ bao gồm 186 sĩ quan và thủy thủ.
Mills được đặt lườn tại xưởng tàu của hãng Brown Shipbuilding ở Houston, Texas vào ngày 26 tháng 3, 1943. Nó được hạ thủy vào ngày 26 tháng 5, 1943, được đỡ đầu bởi bà James E. Mills, và nhập biên chế cùng Hải quân Hoa Kỳ vào ngày 12 tháng 10, 1943 dưới quyền chỉ huy của Hạm trưởng, Thiếu tá Tuần duyên James S. Muzzy.

## Lịch sử hoạt động

### 1943 - 1946
Sau khi hoàn tất việc chạy thử máy huấn luyện tại khu vực Bermuda, Mills đi đến Norfolk, Virginia để hoạt động như một tàu huấn luyện dành cho thủy thủ đoàn các tàu hộ tống khu trục trong tương lai. Từ ngày 10 tháng 1, 1944, nó chuyển sang vai trò hộ tống các đoàn tàu vận tải vượt Đại Tây Dương để hướng sang Bắc Phi và Châu Âu. Trong chuyến đi thứ hai đi sang Bizerte, Tunisia vào sáng sớm ngày 1 tháng 4, Đoàn tàu UGS-36 của nó bị máy bay ném bom của Không quân Đức tấn công tại vị trí khoảng 56 mi (90 km) về phía Tây Algiers. Tàu Liberty SS Jared Ingersoll bị đánh trúng và bốc cháy; Mills đã cứu vớt số thủy thủ đã bỏ tàu và cử một đội cứu hộ sang dập tắt đám cháy. Sau đó nó hộ tống bảo vệ cho Jared Ingersoll trong khi chiếc tàu Liberty được chiếc tàu kéo HMS Mindfull của Hải quân Hoàng gia Anh kéo về Algiers.
Cho đến khi chiến tranh kết thúc tại Châu Âu, Mills đã hoàn tất chín chuyến hộ tống vận tải khứ hồi đến các cảng Địa Trung Hải, Ireland, Anh và Pháp. Nó được bảo trì tại Xưởng hải quân Brooklyn nhằm chuẩn bị để được điều động sang khu vực Mặt trận Thái Bình Dương. Nó khởi hành từ New York vào ngày 30 tháng 5, 1945 để đi sang vùng kênh đào Panama, chặng đầu của hành trình đi đến vùng biển Alaska. Đi đến Adak, Alaska vào ngày 8 tháng 7, nó trình diện để phục vụ cùng Tư lệnh Tiền phương biển Alaska, và phục vụ như tàu quan trắc thời tiết, canh phòng máy bay và hộ tống vận tải tại khu vực cho đến khi Nhật Bản chấp nhận đầu hàng vào ngày 15 tháng 8, giúp chấm dứt vĩnh viễn cuộc xung đột.
Mills lên đường vào ngày 20 tháng 8 để làm nhiệm vụ chiếm đóng, và đi đến Ominato Ko ở cực Bắc đảo Honshū vào ngày 9 tháng 9. Con tàu quay trở lại Alaska từ ngày 25 tháng 9 đến ngày 17 tháng 11, rồi trở sang Viễn Đông và hoạt động ngoài khơi Đại Cô Khẩu và Thiên Tân, Trung Quốc cho đến ngày 11 tháng 2, 1946. Quay trở về Hoa Kỳ ngang qua kênh đào Panama, con tàu về đến Charleston, South Carolina vào ngày 22 tháng 3, rồi chuyển đến Green Cove Springs, Florida vào ngày 25 tháng 4, nơi nó bắt đầu được chuẩn bị để ngừng hoạt động. Con tàu được cho xuất biên chế tại đây vào ngày 14 tháng 6, 1946, và được đưa về Hạm đội Dự bị Đại Tây Dương.

### 1957 - 1968
Dự định được cải biến thành một tàu hộ tống khu trục cột mốc radar, Mills đi đến Xưởng hải quân Boston để được đại tu và hiện đại hóa, rồi được xếp lại lớp và mang ký hiệu lườn mới DER-383 vào ngày 1 tháng 11, 1956. Nó được tái biên chế trở lại vào ngày 3 tháng 10, 1957 dưới quyền chỉ huy của Hạm trưởng, Thiếu tá Hải quân Joseph Eugene Feaster.
Khởi hành từ Newport, Rhode Island vào ngày 3 tháng 4, 1958 để đi đến Argentia, Newfoundland, Mills phục vụ như cột mốc radar trong Đường cảnh báo sớm từ xa - (DEW: Distant Early Warning) Line - nhằm cảnh báo sớm khả năng bị máy bay ném bom chiến lược hay tên lửa đạn đạo đối phương tấn công đến Bắc Mỹ. Con tàu hoạt động theo những chuyến tuần tra kéo dài ba đến bốn tuần ngoài khơi hàng rào Đại Tây Dương, kéo dài từ Newfoundland cho đến khu vực quần đảo Azores, cũng như dọc bờ biển Đông Nam Hoa Kỳ. Trong giai đoạn từ ngày 28 tháng 8, 1961 cho đến cuối năm 1963, nó hoạt động chủ yếu tại hàng rào Greenland-Iceland-Anh Quốc nhằm bảo vệ cho các nước đồng minh thuộc Khối NATO.
Từ năm 1964, Mills được cử tham gia Chiến dịch Deep Freeze, lực lượng Hải quân hỗ trợ hoạt động nghiên cứu khoa học tại châu Nam Cực. Vào các mùa Hè tại Nam Bán cầu vào các năm 1964-1965, 1966-1967 và 1967-1968, con tàu thực hiện các chuyến đi quan trắc thời tiết và hỗ trợ dẫn đường điện tử cho các chuyến bay vận chuyển nhân sự và thiết bị giữa Christchurch, New Zealand và Trạm McMurdo, Nam Cực. Mỗi chuyến đi đòi hỏi một hành trình dài 11.000 mi (18.000 km) từ vùng kênh đào Panama đến Dunedin, New Zealand, căn cứ hoạt động chính của Mills trong Chiến dịch "Deep Freeze". Cuối mỗi đợt hoạt động, nó hoàn tất một vòng quanh trái đất khi quay trở về Newport, Rhode Island qua lối kênh đào Suez.
Khi không tham gia hoạt động "Deep Freeze" vào năm 1965, Mills phục vụ như tàu huấn luyện ngoài khơi Florida. Đến ngày 3 tháng 9, 1968, nó được điều sang vai trò tàu huấn luyện cho Hải quân Dự bị Hoa Kỳ, đặt căn cứ tại Baltimore, Maryland. Nó được cho xuất biên chế lần sau cùng vào ngày 27 tháng 10, 1970  và đưa về Hạm đội Dự bị Đại Tây Dương. Con tàu được rút tên khỏi danh sách Đăng bạ Hải quân vào ngày 1 tháng 8, 1974, và cuối cùng bị bán để tháo dỡ vào ngày 12 tháng 3, 1975.

## Phần thưởng
Mills được tặng thưởng một Ngôi sao Chiến trận do thành tích phục vụ trong Thế Chiến II.
|  |             |  |
|  |             |  |
|  | Bronze star |  |
|  |             |  |

| Dãi băng Hoạt động Tác chiến                  |                                                                              |                                           |
| Huân chương Viễn chinh Hải quân               | Huân chương Phục vụ Trung Hoa                                                | Huân chương Chiến dịch Hoa Kỳ             |
| Huân chương Chiến dịch Châu Á-Thái Bình Dương | Huân chương Chiến dịch Châu Âu-Châu Phi-Trung Đông với 1 Ngôi sao Chiến trận | Huân chương Chiến thắng Thế Chiến II      |
| Huân chương Phục vụ Phòng vệ Quốc gia         | Huân chương Phục vụ Nam Cực                                                  | Huân chương Viễn chinh Lực lượng Vũ trang |